# Aechmea moonenii
Espèce
Classification phylogénétique
Aechmea moonenii est une espèce de plantes de la famille des Bromeliaceae qui se rencontre en Guyane et au Suriname.

## Distribution
L'espèce se rencontre en Guyane et au Suriname.

## Description
L'espèce est épiphyte.